# Ochsenturm (Oberwesel)

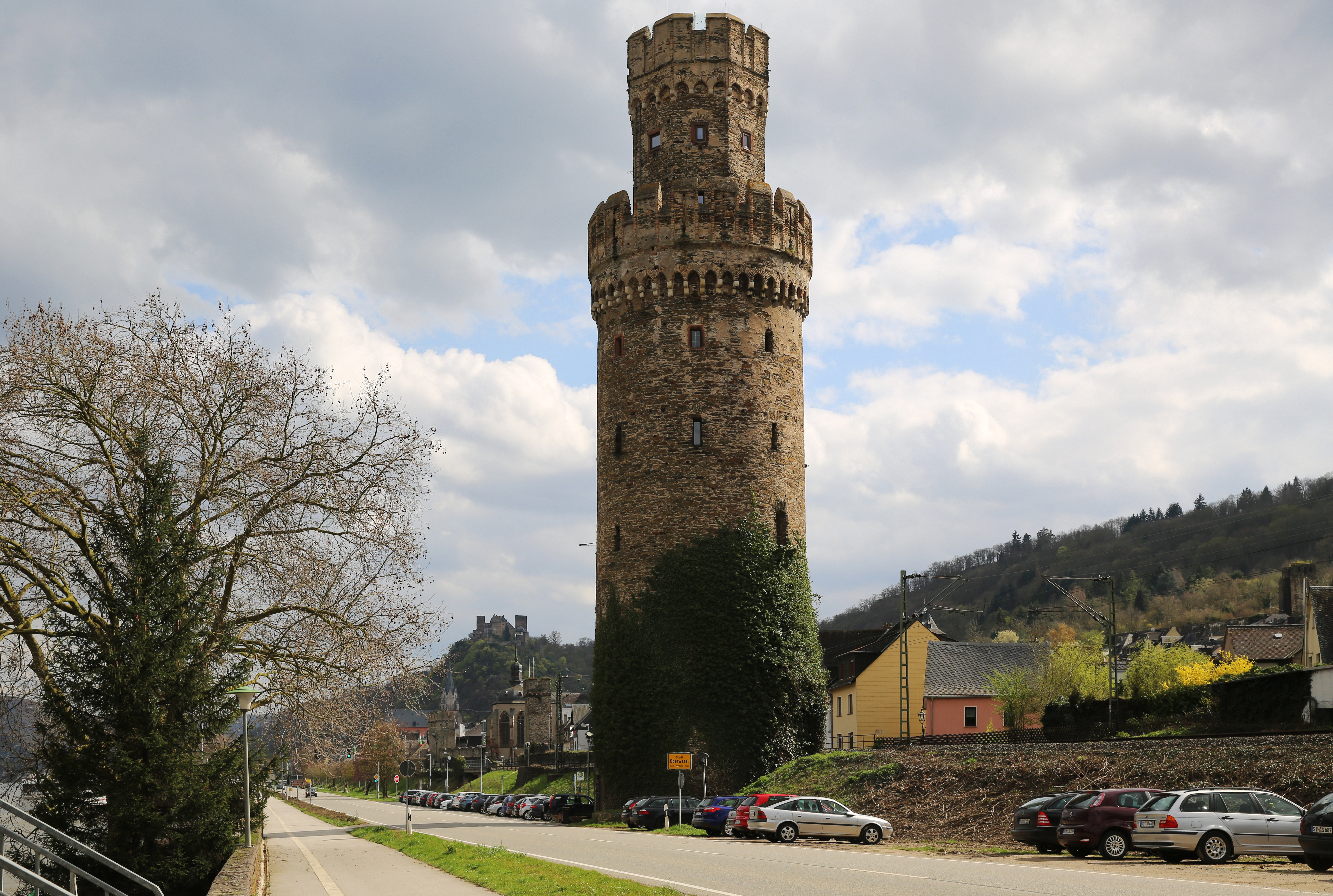
Rheinfront mit Ochsenturm von Nordosten

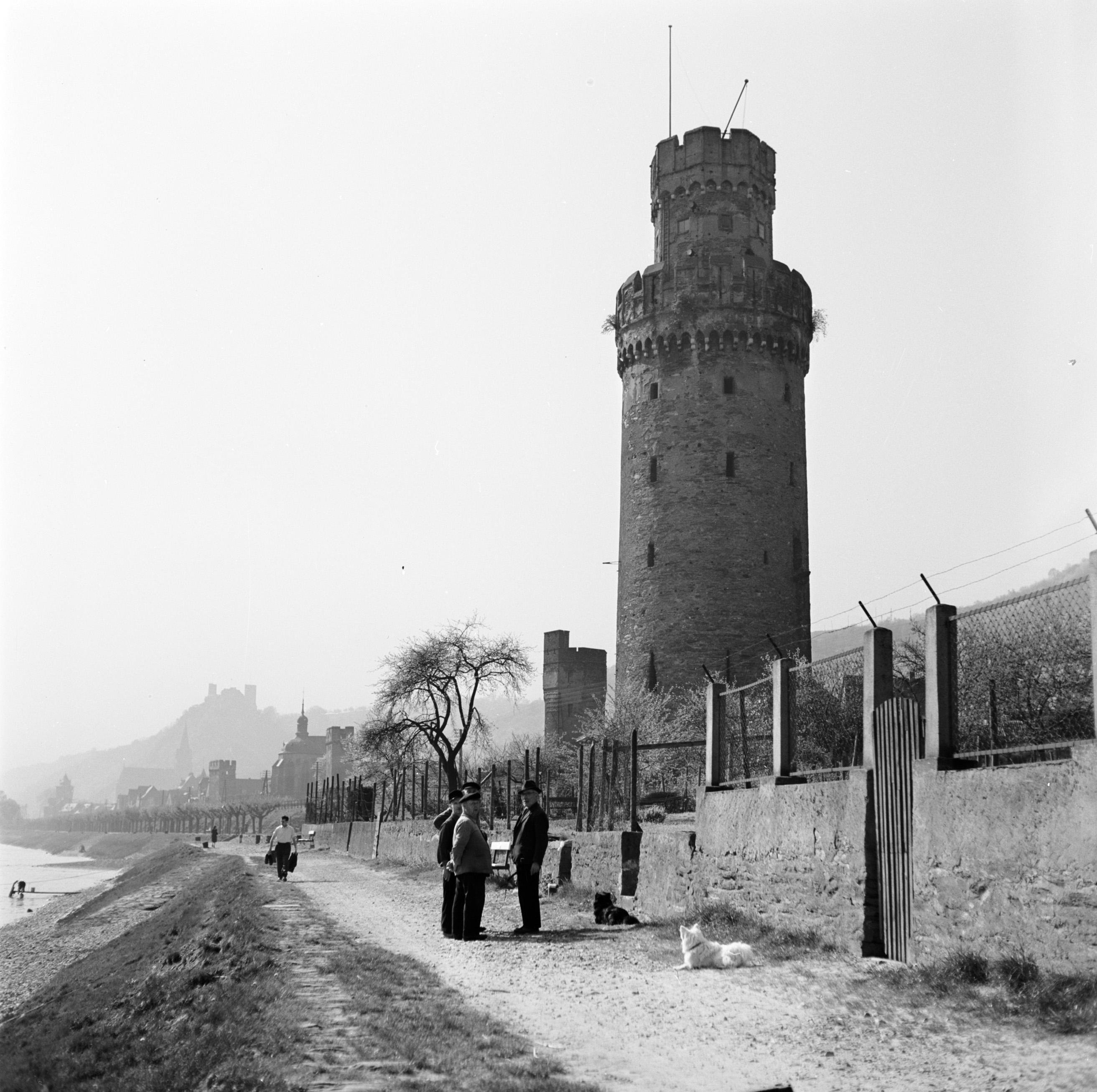
Ansicht kurz vor dem Bau der Ortsumgehungsstraße, 1. April 1955

Der Ochsenturm in Oberwesel, einer am Mittelrhein im Rhein-Hunsrück-Kreis gelegenen rheinland-pfälzischen Stadt, ist ein Teil der verbliebenen mittelalterlichen Stadtbefestigung. Der Rundturm war nächst dem Runden Turm der Stadt Andernach der stärkste Wehrturm damaliger Stadtbefestigungen der Region und entstand in der Mitte des 14. Jahrhunderts. Er ist einer der heute noch 16 vorhandenen, ehemals 22 Wehrtürme Oberwesels, die in mehreren Bauphasen geschaffen, zu einer stadtumfassenden Ringmauer gehörten. Diese gilt heute als die am besten erhaltene Stadtummauerung am Mittelrhein

## Lage

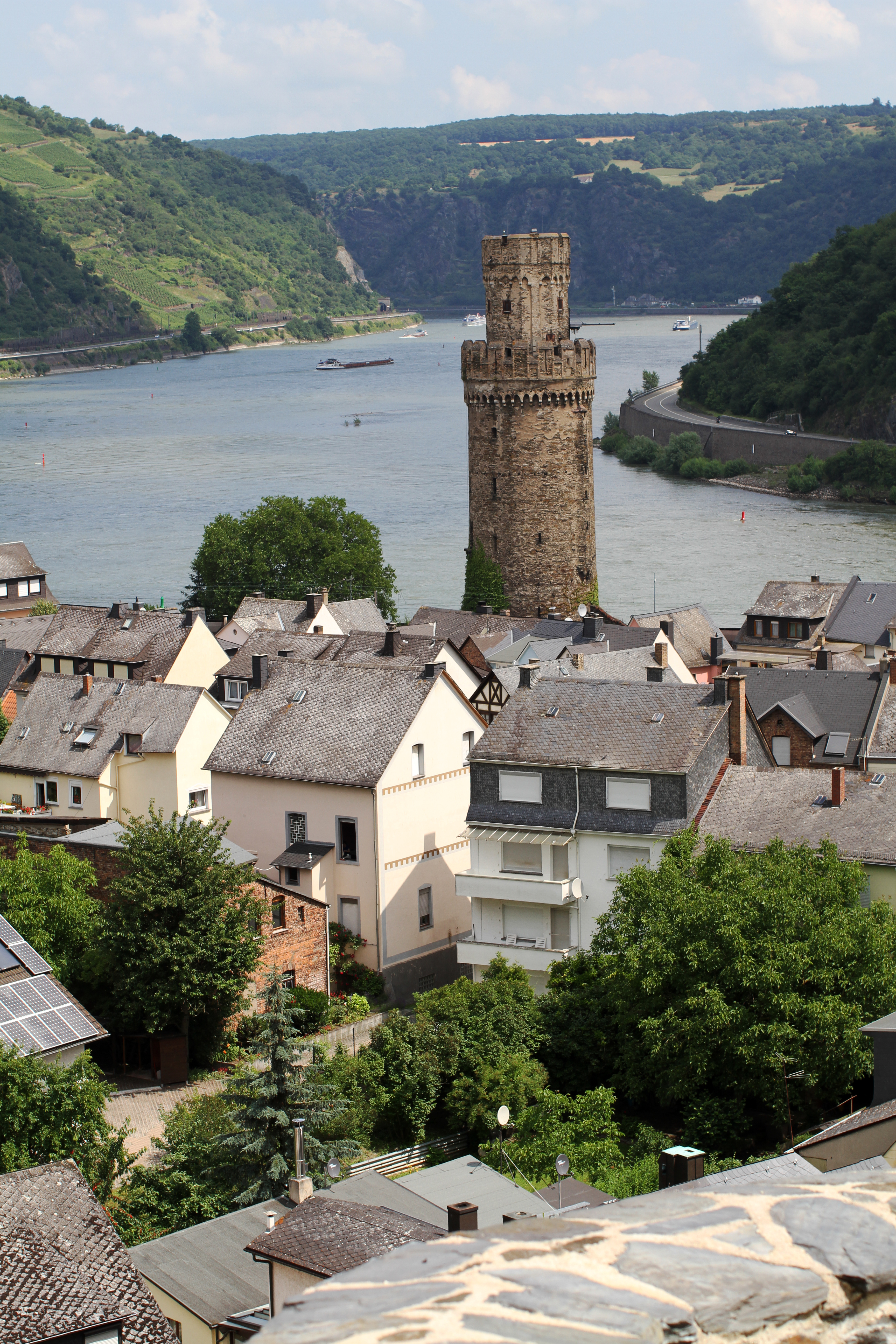
Der auch für die Schifffahrt von weitem sichtbare Turm am Stadteingang

Der Rund- und Eckturm der damaligen Oberweseler Vorstadt Niederburg, erbaut wie der Katzenturm hinter der Einmündung des Niederbaches, war über Jahrhunderte der nördliche Abschluss der rheinseitigen Stadtbefestigung. Diese begann mit dem Zehnerturm der südlichen Vorstadt Kirchhausen, der ursprünglich ein Zollturm vor der ersten Stadtbefestigung der Kernstadt war. Erst seit der Mitte des 19. Jahrhunderts steht der Ochsenturm isoliert, da mit dem Bau eines Eisenbahndammes der Abbruch von Mauerabschnitten einherging, die ihn zuvor an der Südseite mit dem angrenzenden Katzenturm und der Rheinmauer und zur anderen Seite mit der Nordmauer verbunden hatten. Er hatte im Mittelalter dem Schutz angrenzender Mauerabschnitte mit ihren Toren und Pforten gedient, verlor diese Funktion in der Neuzeit, demonstrierte aber noch immer Größe, Macht und den Reichtum der vormaligen Reichsstadt Oberwesel.

## Benennung
Den Turmbauten der Befestigungsanlagen des Mittelalters hatte man häufig Tiernamen gegeben. So verweist der Name Ochsenturm wohl auf die Stärke des Ochsen und ist, wie unter anderen der schon im 13. Jahrhundert entstandene Ochsenturm in Frankfurt-Höchst zeigt, kein Einzelfall. Daneben hat die Stadt Oberwesel weitere Türme, deren Namensdeutung aber nur indirekten Bezug auf eine Tiergattung nimmt, so der Kuhhirtenturm an der feldseitigen Befestigung, der ehemals Eselsturm genannte Zehnerturm am Südende der rheinseitigen Stadtmauer sowie der Katzenturm, der nach den Grafen von Katzenelnbogen benannt worden war. Der Turm der Grafen – sie waren Edelbürger der Stadt – und ihr Oberweseler Hofgut in der Nähe waren südliche Nachbarn des vor dem Hang des steil ansteigenden Oelsbergs erbauten Ochsenturmes.

## Geschichte

### Entstehung, Eigenheiten

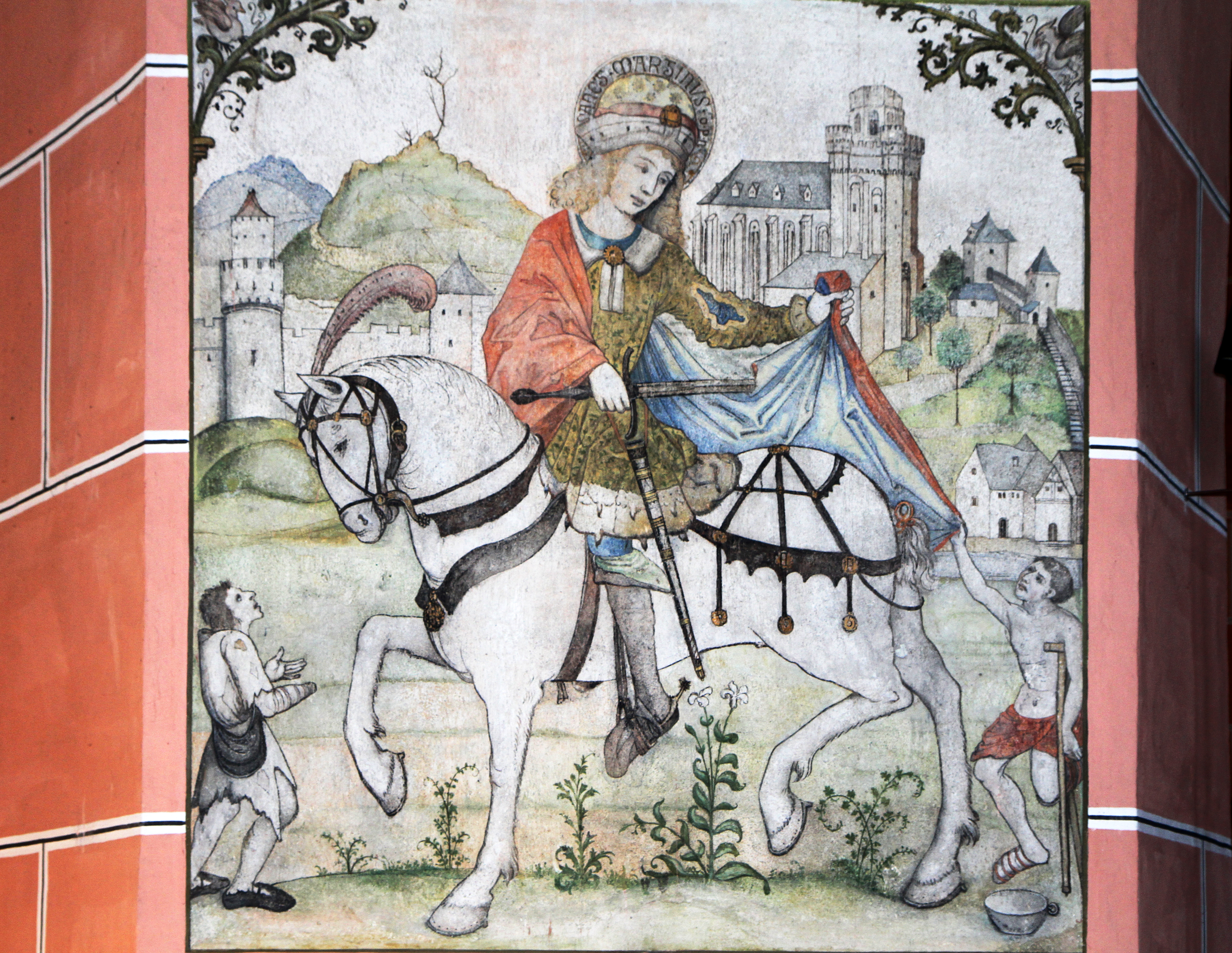
Befestigungen der nördlichen Vorstadt, links der Ochsenturm mit Spitzhaube

Gemessen an den bescheidenen Ansprüchen der Stadtherren, die sie an die Ausstattung ihrer ersten Stadtbefestigung in der Mitte des 13. Jahrhunderts gestellt hatten, war auch ein Vorgänger des heutigen Ochsenturmes ein eher unbedeutendes kleines Bauwerk an gleicher Stelle. Dagegen wurde der neue Eckturm an Oberwesels Nordostrand nun ein verbessertes Folgemodell der weniger anspruchsvollen Schalentürme, die die anfänglich turmlose Ummauerung der Kernstadt erhalten hatte. Der neue Rundturm wurde ein mächtiger und markanter Turm am Rheinufer der Stadt und überdauerte die Jahrhunderte. Er galt und gilt aufgrund seiner außerordentlichen Maße – mit einem Durchmesser von 11,28 m sowie einer Höhe von 40,15 m bei einer Mauerstärke von 2,75 m – als einer der widerstandsfähigsten Wehrtürme des mittelalterlichen Rheinlandes.
Das neue Bauwerk entstand eventuell als Widerpart der gegenüber der Insel Tauber Werth am rechtsrheinischen Ufer im Bau befindlichen kurpfälzischen Burg Herzogenstein, die auf Wunsch des Pfalzgrafen Ruprecht gebaut wurde. Das zylindrische Äußere des Bauwerks entsprach dem Baustil sogenannter Butterfasstürme und war eine Bauform, die im anbrechenden 14. Jahrhundert durch die Grafen von Katzenelnbogen – möglicherweise nach italienischem Vorbild – am Rhein eingeführt wurde. Die zuerst von der einschlägigen Wissenschaft nur geschätzte Entstehungszeit bestätigte sich durch moderne dendrochronologische Untersuchungsmethoden, die für einen Deckenbalkens des ursprünglichen Bauwerks eine Datierung um das Jahr 1356 ergab. Ob das Bauwerk während der Belagerung Oberwesels durch Beschuss der Truppen des Trierer Erzbischof Werner Schaden nahm – dieser beschoss im „Weseler Krieg“ (1390–1391) von der nördlich des Niederbachs gelegenen Niederburger Höhe die Stadt – ist nicht bekannt, jedoch dürfte sein starkes Mauerwerk dem Beschuss der damals neuartigen Geschütze widerstanden haben.
Von einem vormals benachbarten Turm zur Bergseite im Nordwesten, dem als Schalenturm erbauten „Böckelheimer Turm“, ist nur noch ein Stumpf vorhanden. Der nahe an seiner Südseite stehende Katzenturm blieb in leicht veränderter Form erhalten und ist seit 1862 in Privatbesitz und bewohnt. Urkundliche Erwähnung fand der Ochsenturm in den Jahren 1400, 1741, 1753 und 1865.

### Baubeschreibung und Beispiele
Der mächtige Turm wurde über einem als Tonnengewölbe ausgebildeten Sockelgeschoss errichtet und hatte seinen Eingang vom stadtseitigen Wehrgang. Das Betreten des türlosen Erdgeschossraumes war damals nur vom Obergeschoss aus, durch eine im Gewölbescheitel geschaffenen enge Öffnung, mittels Seil oder Leiter möglich. Hierdurch schuf man zwei praktische Gegebenheiten. Einerseits konnten nun ohne große Aufwendungen im Erdgeschoss Häftlinge sicher verwahrt werden und zum anderen konnte ein Angreifer nicht unmittelbar eindringen. Über den Wehrgang der Stadtmauer, der den Turm stadtseitig umlief, gelangte man durch die dortigen Pforten in das erste der vier steil aufsteigenden Obergeschosse des Turms, deren Mauerstärken sich beginnend mit 2,75 m auf 2,60 m verjüngten. Die Außenwände blieben – abgesehen von dem polygonal gestalteten Treppenerker sowie wenigen Scharten und Lichtschlitzen – ungegliedert. Das Äußere war verputzt worden, wobei heute größere Flächen dieses Putzes nur noch im Schutzbereich des Bogenfrieses vorhanden sind, der Rest wurde im Lauf der Zeit von Wind und Wetter ausgespült. Eine Bemalung ist heute nicht mehr feststellbar, soll aber wie am Steingassentorturm (ebenfalls ein Turm der Rheinbefestigung) existiert haben.

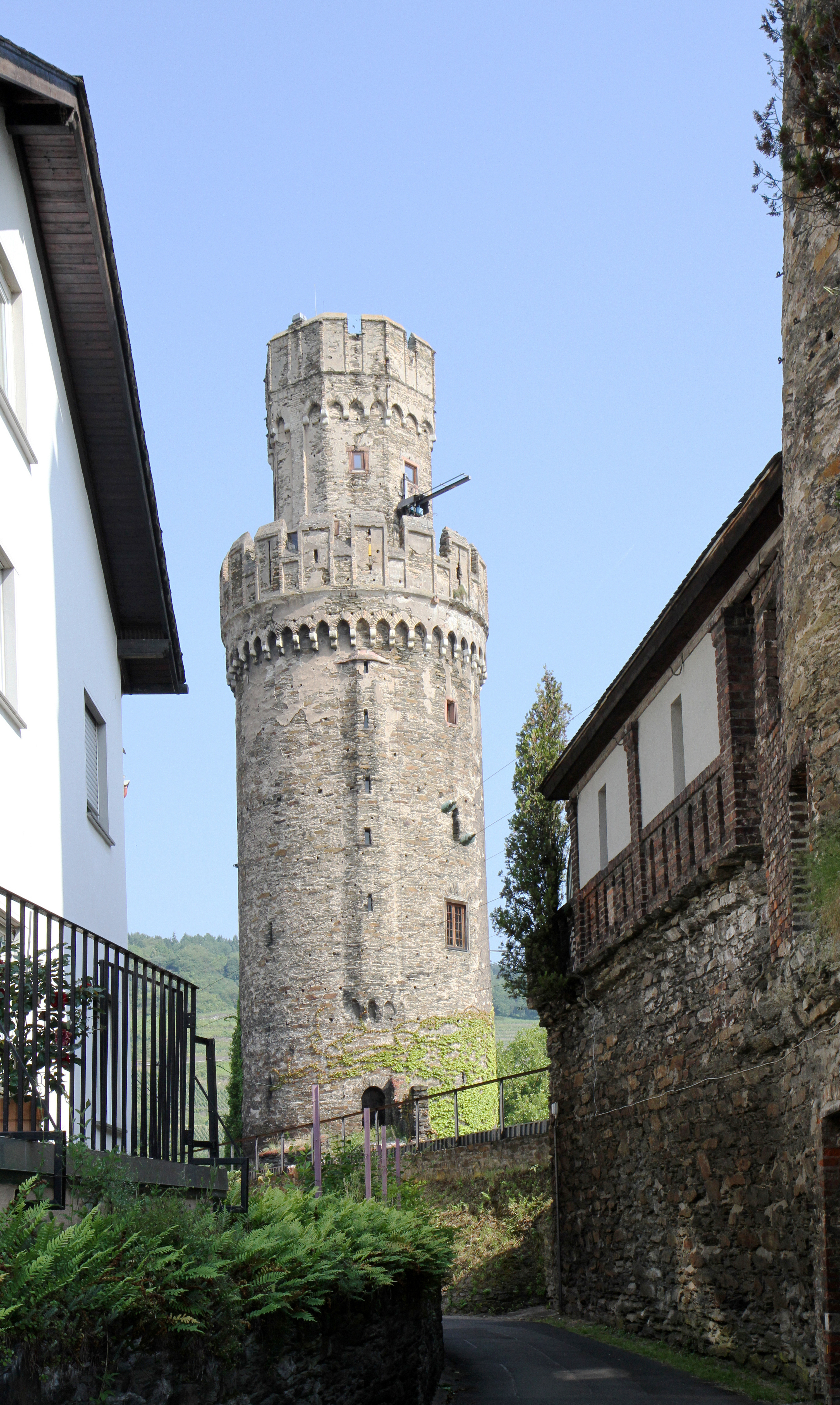
Ehemalige Wehrgangspforte.
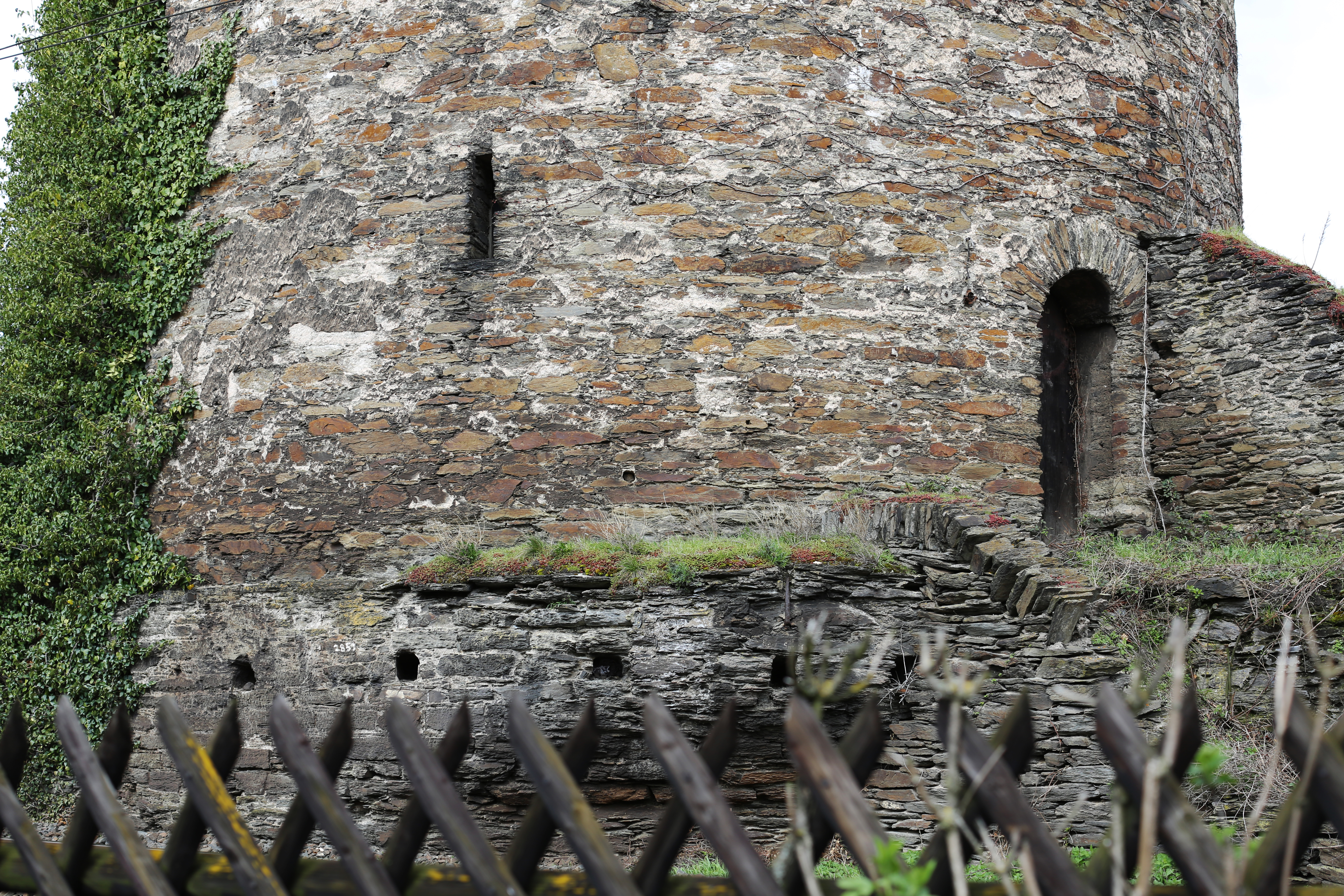
Wehrgangspforte, Detail
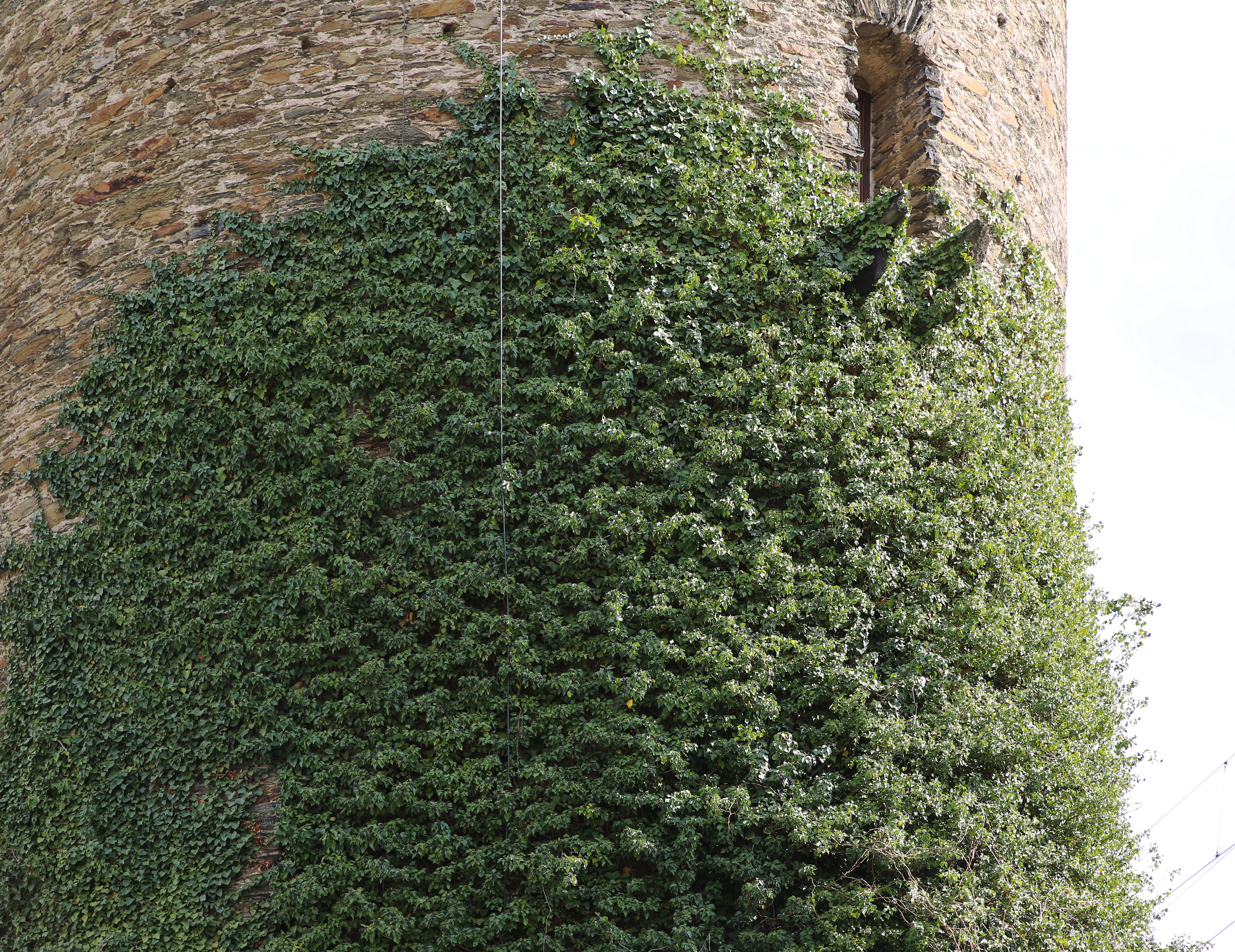
Konsolen des Aborterkers
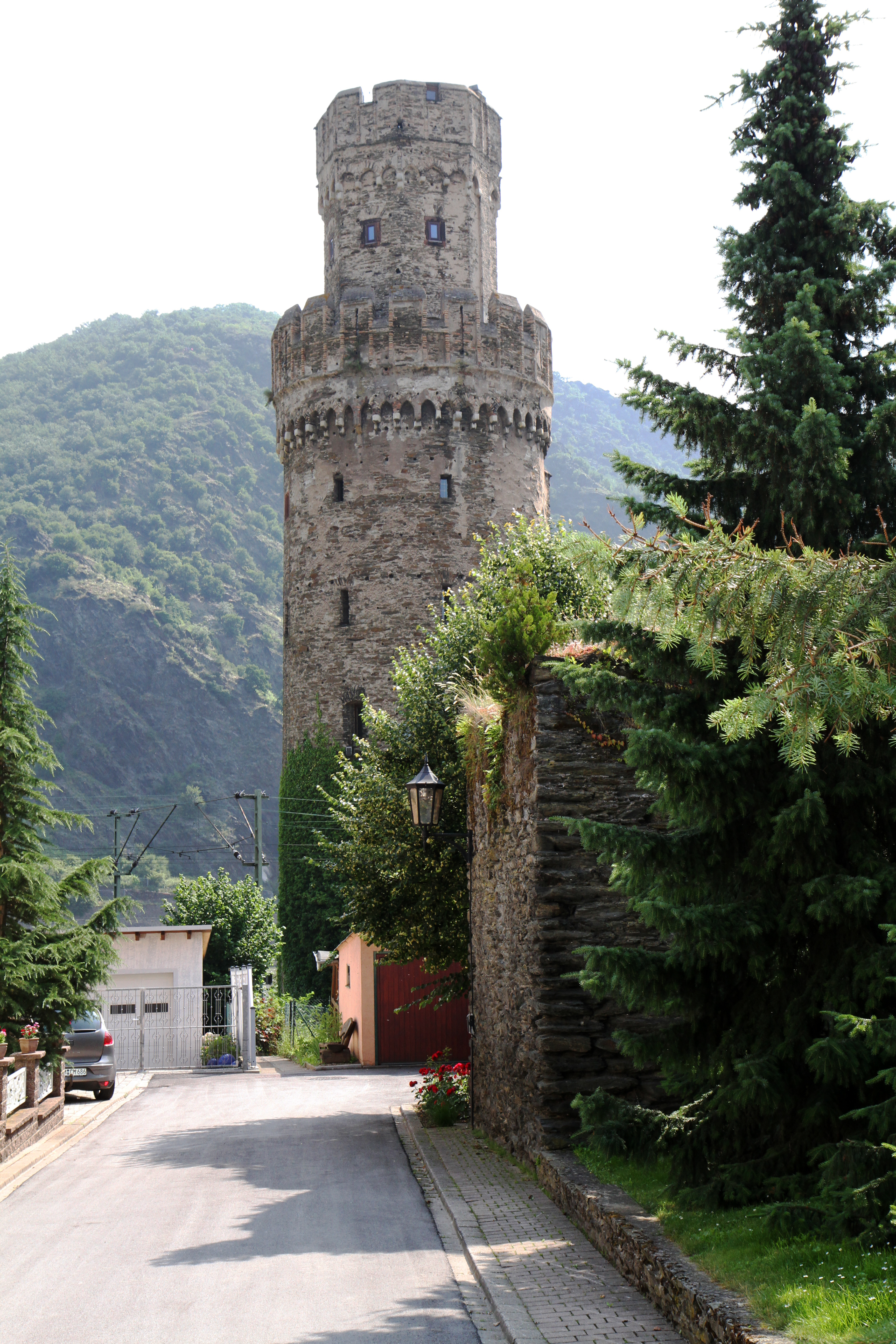
Am Ochsenturm kurz vor dem Rheinufer

#### Stockwerke bis zur Verteidigungsplattform
Der hohe Rundturm hatte im Inneren (ab dem Sockelgeschoss) die Form eines Oktagons erhalten und wurde durch eingezogene Balkendecken in die weiteren Geschosse unterteilt. Die je drei kräftigen Eichenholzbalken einer Geschossdecke verbanden die sich gegenüberliegenden Wandaussparungen, wobei das ursprünglich verwendete Balkenmaterial wesentlich stärker gewesen sein soll als das heutige nach einem Ausbau im Jahr 1981/82 eingebrachte Gebälk.
Die Geschosse waren – im Gegensatz zu den verwendeten Holzleitern in den Schalentürmen – durch eingearbeitete Steintreppen zu erreichen. Abgesehen von einer einläufigen Steintreppe in das zweite Obergeschoss, erhielten die weiteren Geschosse einen mit Lichtschlitzen versehenen Treppenaufgang durch eine Wendeltreppe. Deren Ausbuchtung als langgezogener Erker mit Lichtschlitzen an der Südwestseite des Turms – in der Achse der Wehrgangspforte – ist deutlich zu sehen. So bestimmte der Zweck baulicher Einrichtungen die Wahl einer bestimmten Turmseite, indem man für die schmalen Lichtschlitze die Seite wählte, die das Tageslicht optimal nutzte. In diesem zweiten Obergeschoss befand sich auch die Wachstube (die später beheizt werden konnte) und der für die Besatzung des Turmes wichtige Aborterker wurde an der Nordseite über dem Stadtgraben angebracht. Seine Kragsteine, Konsolen aus Kalksandstein, die ihm ehemals Halt gaben, sind dort (unmittelbar über dem Efeubewuchs) noch erhalten. Die für den Erker notwendige Maueröffnung wurde später zu einem Fenster umgewandelt. Drittes und viertes Obergeschoss wiederholten sich in der Raumaufteilung, jedoch im Vergleich zum zweiten Geschoss hatte nur das vierte Besonderheiten zu bieten. So hatte die Nische zur Ostseite ein schmales Fenster erhalten, und der Raum schloss statt mit den üblichen Deckenbalken mit einem „Klostergewölbe“ ab.
Bekrönung des Turmes

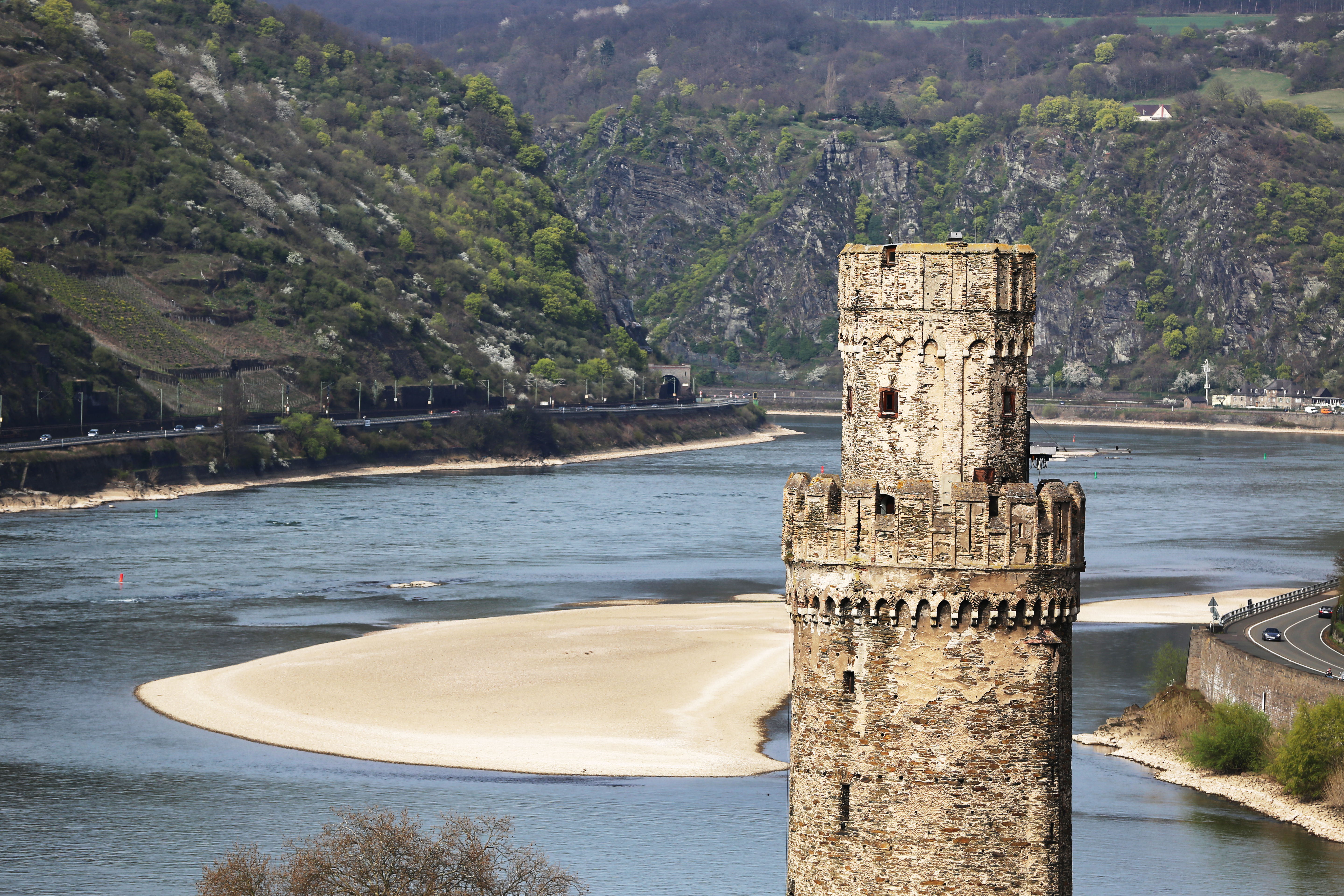
Zinnen, Friese und Putzreste

Das letzte Turmgeschoss endete außen mit einem umlaufend vorkragenden Bogenfries und einem Zinnenkranz. Diese schmückende Hervorhebung erhielt später auch der heute sichtbare, ebenfalls achteckige Turmfortsatz, der mit seinem geringeren Durchmesser inmitten der Verteidigungsplattform einen rundum geschützten Wehrgang schuf. Alle Zinnen waren, dem Beispiel der Schalentürme folgend, mit schrägen dachähnlichen Abdeckungen aus Schieferplatten versehen, die durch einen kleinen Überstand als Tropfnasen wirkten und so zum Schutz vor Witterungseinflüssen beitrugen. Der Aufsatz soll dreigeschossig sein (was jedoch ohne Begehung kaum zu erkennen ist), wobei die Geschosshöhen niedriger als die des Hauptturmes ausgeführt wurden und Balkendecken erhalten hatten. Er erhielt innen wie außen eine achteckige Form, allerdings war die Mauerstärke sehr viel geringer angelegt worden, sodass neben der Einmündung des Treppenaufgangs dem Umgang nur noch die Hälfte seiner Breite verblieb. Die Fenster des Turmaufsatzes, der insgesamt aufwendiger gestaltet wurde, sind rechteckig und erhielten Gewände aus rotem Sandstein. Aus gleichem Material gerahmt wurde auch der Eingang des „Türmchens“, über dem sich, aus einem Rotsandsteinblock fein ausgearbeitet, eine Teufelsfratze zeigt. In der oben gezeigten Sicht vom Martinsberg ist (in der Vergrößerung) die rote Sandsteinkonsole zu sehen, die als ein Apotropaion gestaltet wurde.

#### Dacharchitektur
Der Turm war ehemals wie das Gros der Oberweseler Wehr- und Tortürme überdacht. Eine Spitzdachform kann für den Ochsenturm spätestens zum Ende des 15. Jahrhunderts als belegt gelten, da sein Spitzdach auf einem Fresko der Liebfrauenkirche des Ortes nachgewiesen ist. Im städtischen Museum Oberwesel sind auf frühen Darstellungen die alten Dachformen zu sehen, so auf einem kolorierten Stich des Kupferstechers Hogenberg, der zwischen 1581 und 1590 Stadtansichten „Ober - Wesells“ schuf. 50 Jahre später sind es die Arbeiten Merians, die solcher Art Architektur aufzeigen und dies nicht nur in Oberwesel, sondern auch, um nur einige Beispiele anzuführen, in den unmittelbar benachbarten Städten Bacharach und Sankt Goar. Ein weiterer Stich mit dem Stadtpanorama entstand durch den Künstler Christoph Riegel im Jahr 1686. Er zeigt ebenfalls die traditionellen Dachformen der Stadttürme. Es war eine der letzten Ansichten vor den Veränderungen der städtischen Bausubstanz, die die Zerstörungen von 1688–1697 hervorriefen. Die hohen, spitz zulaufenden Dachhelme sind noch einmal auf einem Gemälde des Künstlers Christian Georg Schütz der Ältere (1716–1791) zu sehen, auf den zahlreichen Stadtansichten späterer Zeit, in den Werken der Rheinromantik, sind Oberweseler Stadtansichten nicht mehr präsent.

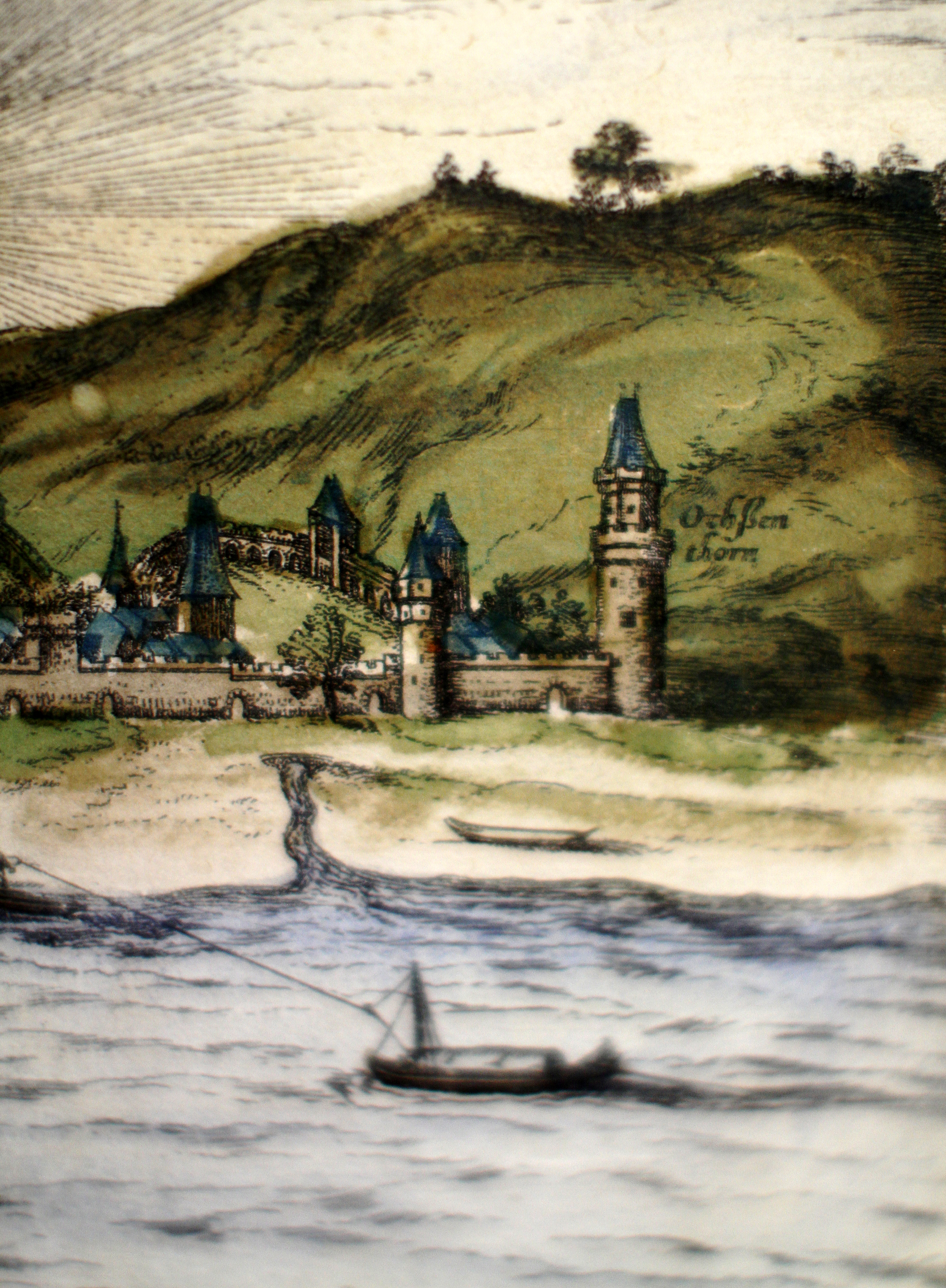
Nordhälfte der Stadt um 1581
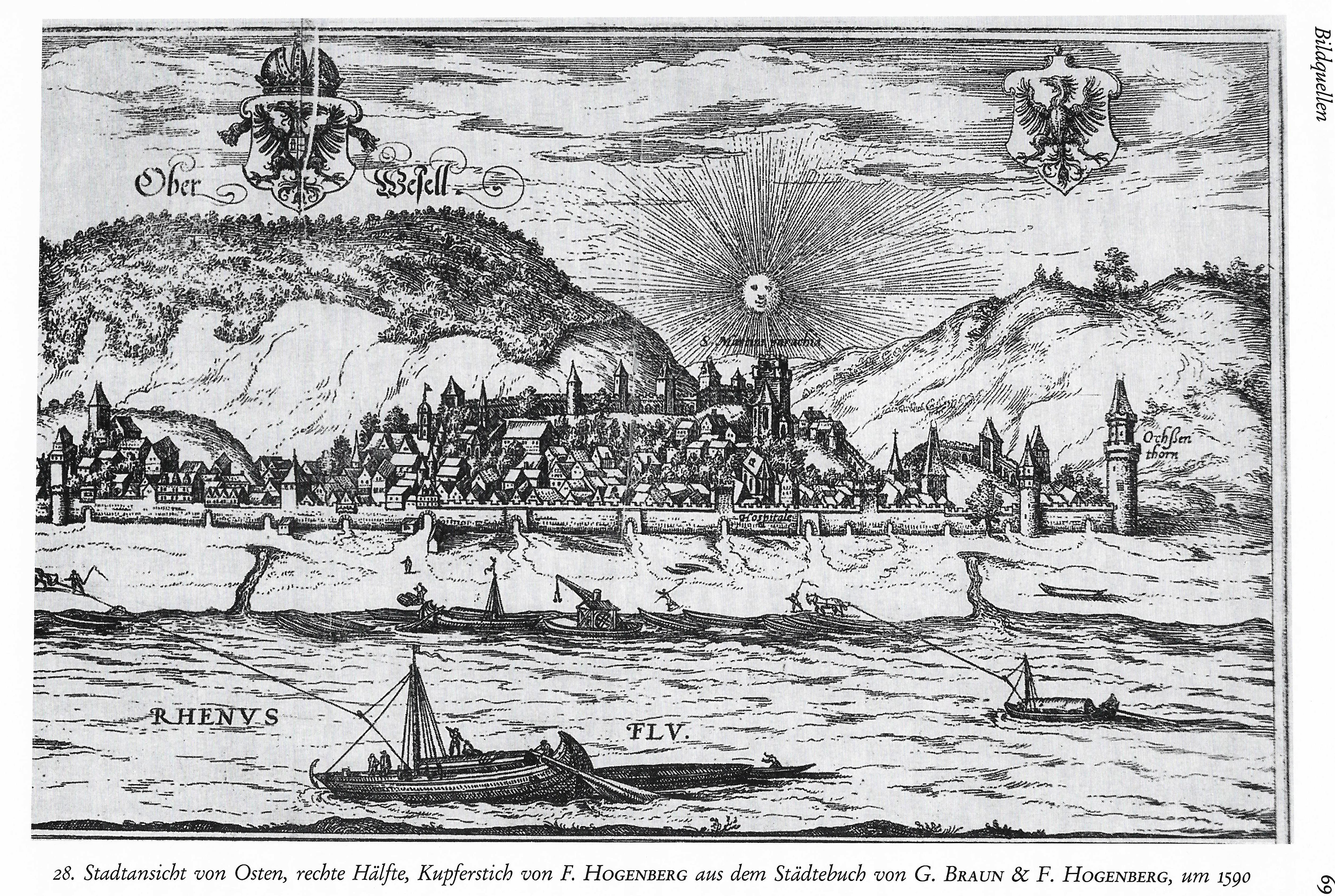
Der Ochsenturm und die Spitzdächer um 1590
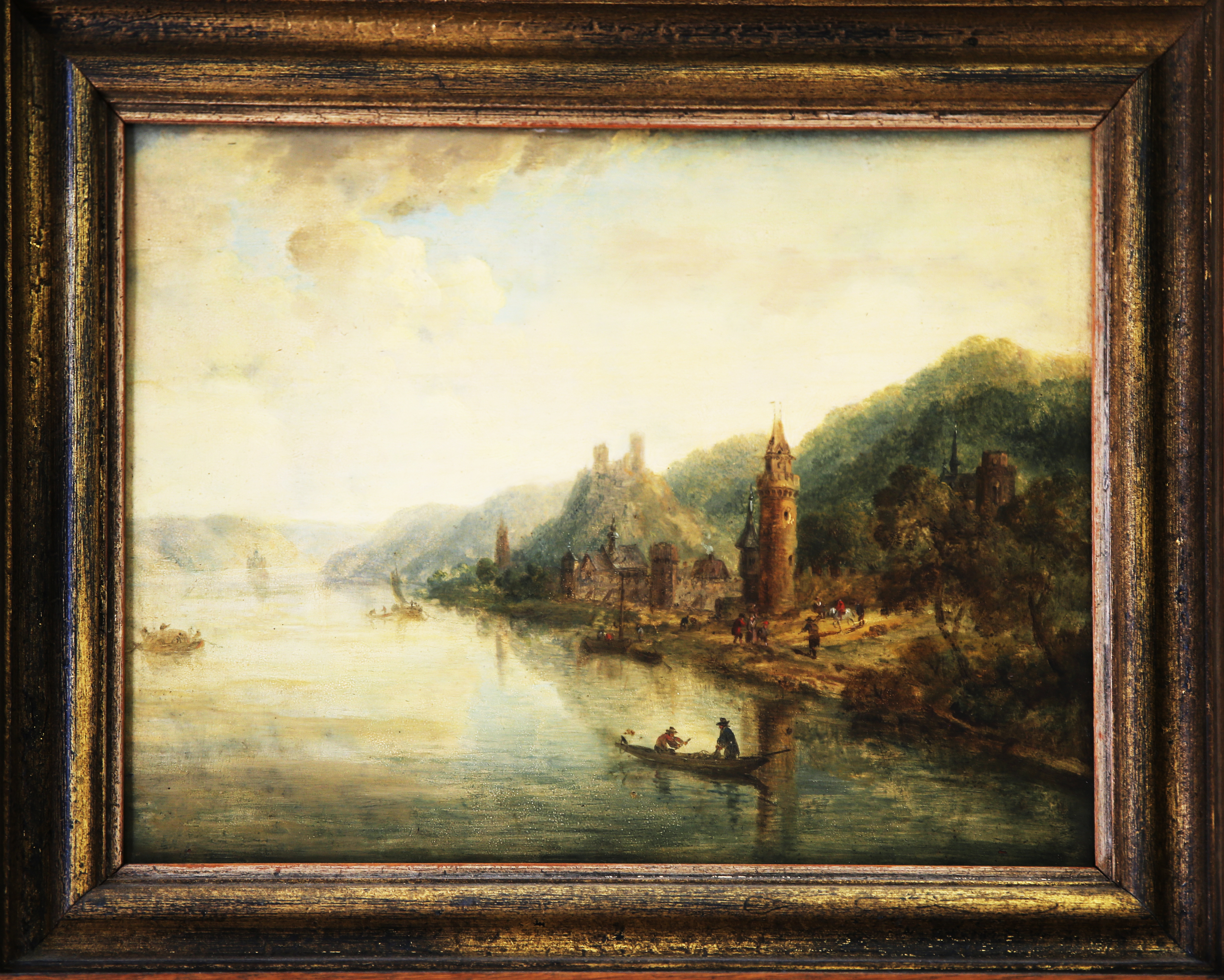
Spitztürme im 18. Jahrhundert
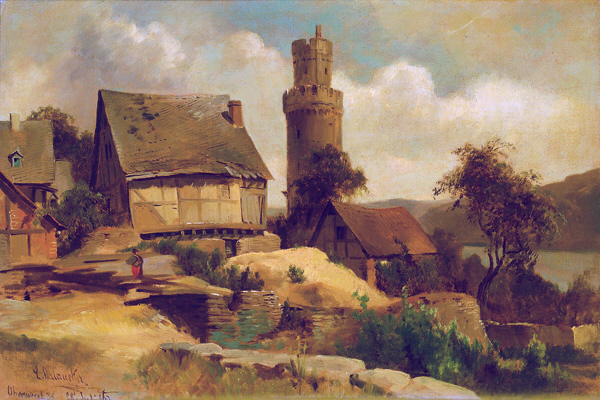
Ansicht aus dem 19. Jahrhundert

Es war eine material- und somit auch kostensparende Dachform, mit der offenbar eine große Anzahl der frühen Turmbauten der ganzen Region ausgestattet wurden.
Zu einer dieser frühen Dachform entsprechenden Rekonstruktion hat man sich später nicht entscheiden können, denn zwei in neuerer Zeit sanierte Türme am bergseitigen Michelfeld, Turm I und Kuhhirtenturm, erhielten neue Dächer, die nun in Pyramidenform gestaltet wurden. Der am Rheinufer die Grenze Kirchhausen/Altstadt markierende Rote Turm (Ersterwähnung 1386) soll ursprünglich dem Katzenturm vergleichbar gewesen sein. Seine heutige Dachform ist dem eigenwilligen Umbau des aus dem fränkischen Erlangen stammenden Malers Carl Haag geschuldet, der den Turm nach seinem Erwerb im Jahr 1864/66 umbauen und das Dach nach dem Vorbild des Bergfriedes der Burg Nürnberg gestalten ließ.

### Materialien
Als Baumaterial verwandte man den hier im Rheinischen Schiefergebirge im Überfluss vorhandenen heimischen Bruchstein für das Mauerwerk, für Verzierungen und Konsolen wahrscheinlich Kalkstein sowie Balken aus Eichenholz, das wohl den bewaldeten Höhenzügen des nahen Hunsrücks entstammte. Deutlich zu erkennen sind die in den Bogenfriesen, aber auch für den Zinnenkranz verwandten hellen Ziegel, und für die Abdeckungen der Zinnen nahm man, wie auch im Sakralbau üblich, Sandsteinmaterial.

#### Kunst am Bauwerk

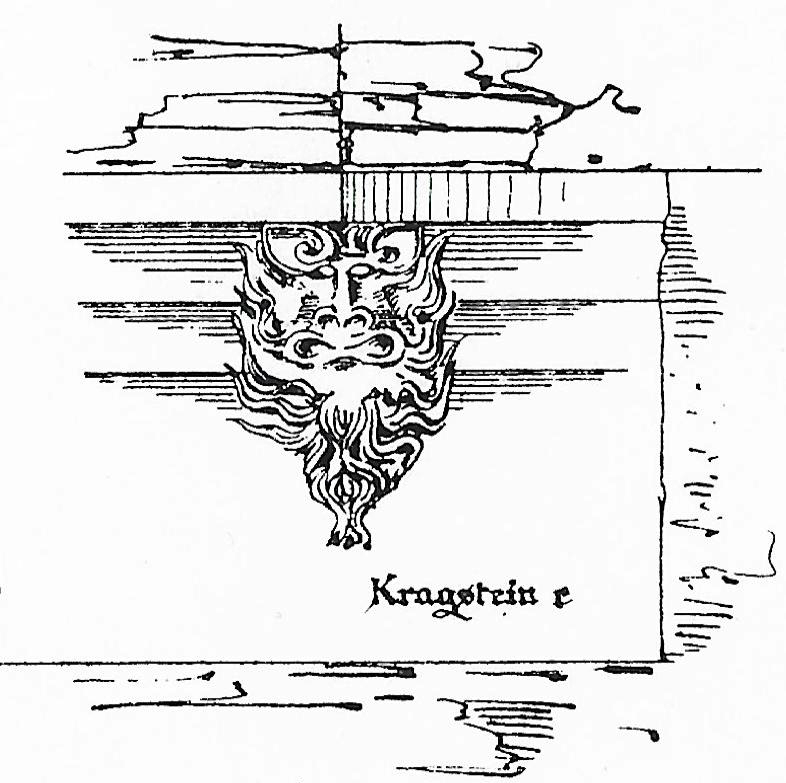
Rotsandsteinkonsole in Form einer Teufelsfratze (Apotropaion)

Wie sehr dieser Turm repräsentieren sollte, ist neben seiner enormen Bauhöhe auch an den schmückenden Accessoires erkennbar. So beispielsweise die doppelten Zinnenkränze, die von zierlichen Spitzbogenfriesen getragen werden und ihn im Vergleich zu den anderen Befestigungsbauwerken der Stadt hervorhoben. So erhielten lediglich der Zehnerturm und der ebenfalls in die Stadtbefestigung einbezogene Turm der Martinskirche eine sehr arbeitsaufwendige und daher teure Gestaltung. Überdies erwähnte Sebald den Ochsenturm als ein Bauwerk, welches von allen Einzelbauwerken der Stadtbefestigung ein Apotropaion in Form einer Teufelsfratze erhalten hatte. Diese Art Skulpturen im Bereich der profanen, aber auch in der sakralen Architektur, sah man als Dekor-Motive, je nach Region und Epoche waren es in der Regel jedoch überkommene heidnische Zeichen, die Unheil abwehren sollten. Apotropaia finden sich auch an Privathäusern der Stadt sowie an Bauteilen der Liebfrauenkirche.

### Schäden des Pfälzischen Erbfolgekrieges
Durch den Pfälzischen Erbfolgekrieg, der auch Neunjähriger Krieg (1688–1697) genannt wurde, erlitt die Stadt ungleich stärkere Schäden als die, die der Weseler Krieg verursacht hatte. Es sollen die größten Zerstörungen der Frühen Neuzeit gewesen sein. Französischen Kräfte („Truppen Ludwigs XIV.“) setzten neben den Gebäudetrakten der Schönburg bei ihrem Abzug 1688/89 nicht nur unzählige Gebäude der Stadt in Brand, sondern auch die Wehrtürme der Stadtbefestigung. Holzdecken und Dachgebälk gingen bis auf wenige Reste in Flammen auf. Allerdings zeigt das im 18. Jahrhundert entstandene Gemälde von Christian Georg Schütz Spitztürme, wobei nicht gesagt werden kann, ob die Malerei realistisch ist.

#### Vorläufiger Verfall der Wehranlagen
In den Quellen wurde im ersten Drittel des 18. Jahrhunderts von vielen Aufbaumaßnahmen berichtet, und ganze Straßenzüge wurden neu bebaut. Es wurden Schäden an Kirchenbauwerken behoben und auch öffentliche Bauten, darunter das Rathaus, entstanden neu. Offenbar wurden, die beschädigten Wehranlagen betreffend, nur die Stadtummauerung ausgebessert, die Türme aber vernachlässigt, denn Akten oder Rechnungen einer Sanierung wurden vorerst nicht angeführt.

### Trennung von der Stadtmauer

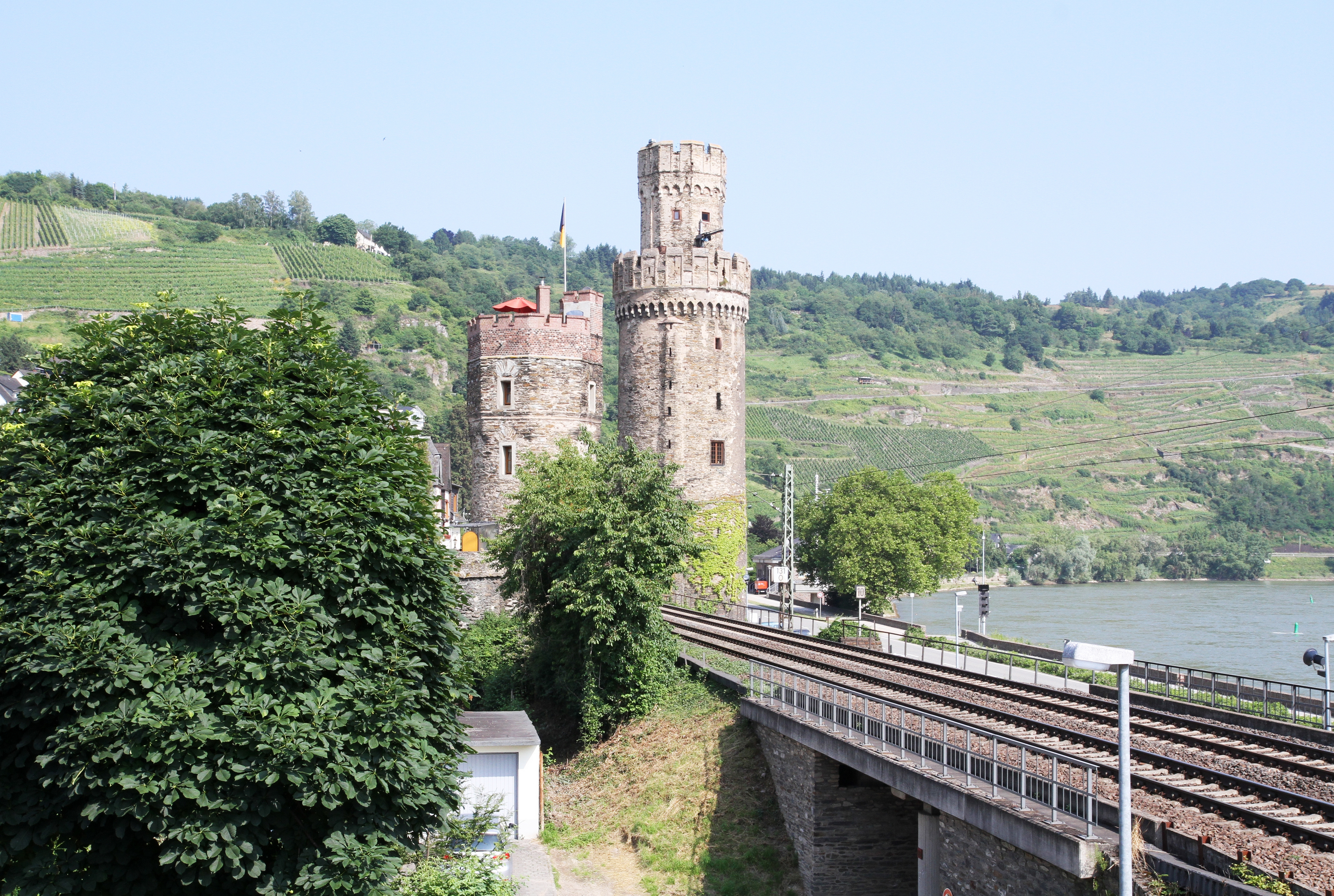
Die durch den Bahndamm von der Stadt getrennten Türme

In den Jahren 1857/59 wurde nach langjährigen Verhandlungen mit dem königlich preußischen Eisenbahn-Kommissariat, vertreten durch Regierungs- und Baurath Fromme aus Köln, durch ein Oberweseler Tiefbauunternehmen ein Damm von fünf Meter Höhe aufgeschüttet, der von Sankt Goar bis Bacharach reichte. Der Bau des Bahndammes hatte seine guten und schlechten Seiten. Wirtschaft und individuelle Mobilität profitierten, aber die von Künstlern und Literaten gepriesene Rheinromantik wurde erheblich beeinträchtigt.

### Nutzungsweisen
Wehranlage
Erbaut als Wehrturm war er in neuerer Zeit als solcher obsolet geworden. Angriffe von der nördlichen Rheinseite waren kaum zu erwarten – zwischen den Orten St. Goar und Oberwesel gab es bis in das erste Drittel des 19. Jahrhunderts keine für militärische Zwecke geeignete Straße – und so diente der Ochsenturm als stärkste städtische Eckbefestigung nicht mehr der Stadtverteidigung, sondern übernahm andere Aufgaben.
Gefängnis
Seit Anbeginn hatte er auch dem Arrest von Gefangenen gedient. 1741 erhielt der Turm einen bis zu seiner Spitze führenden Kamin, und ein Aktenvermerk berichtet über eine durch einen Ofen beheizte Wachstube im Turm. 1773 – als Teil einer Befestigungsanlage wohl dem preußischen Militär unterstehend – sollte die Turmplattform statt eines Dachersatzes ein Gewölbe erhalten, welches die Decke in die Lage versetzt hätte, der Gewichtsbelastung durch schweres Gerät standzuhalten. Ob es zur Installation einer solchen Bewehrung kam, wird nicht berichtet.
Wahrschau

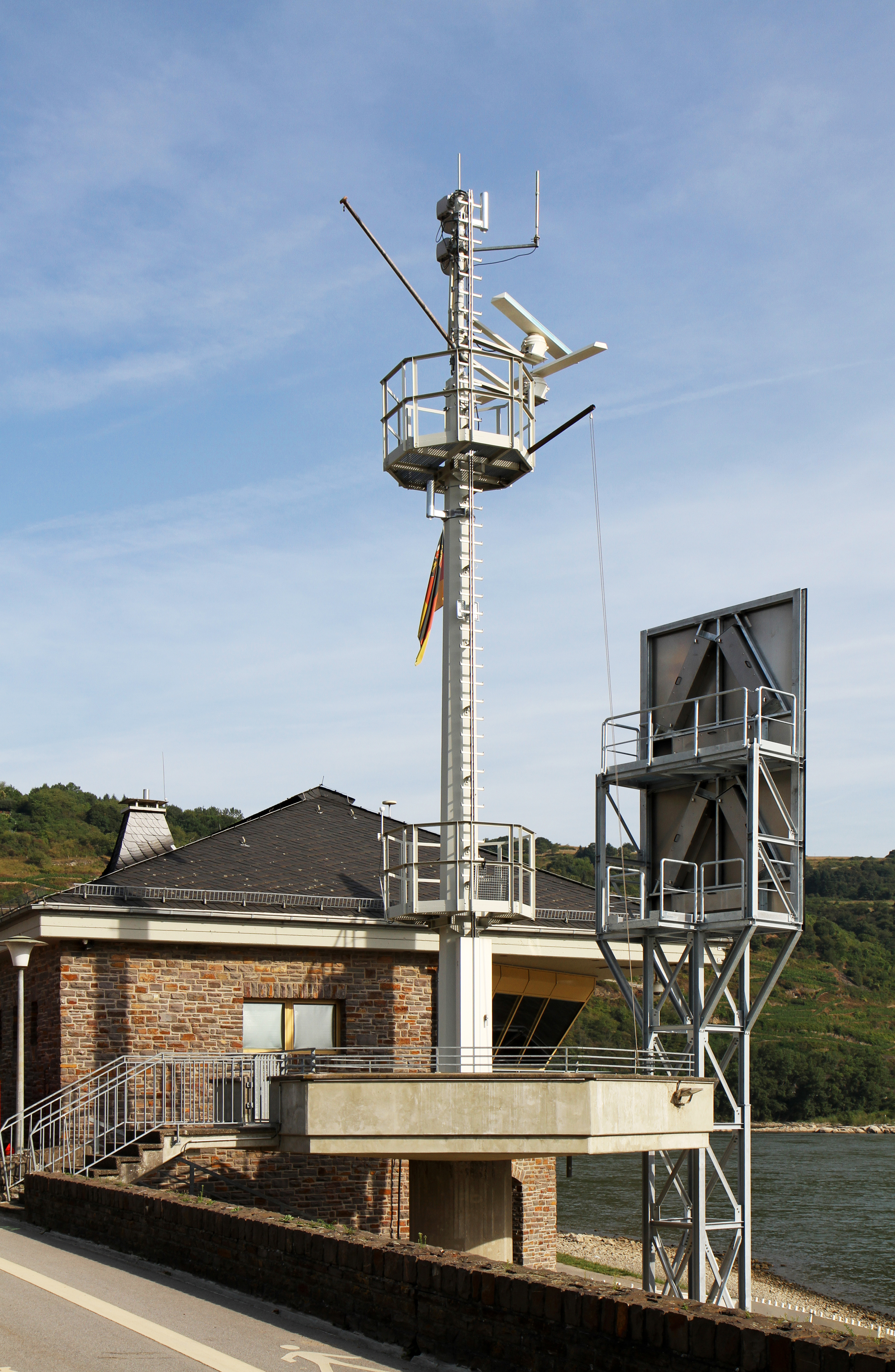
Wasser und Schifffahrtsamt Bingen, Station „Ochsenturm“ Oberwesel

Mit dem anbrechenden Industriezeitalter und der Dampfschifffahrt auf dem Rhein hatte auch der Transport der Güter auf dem Rhein stark zugenommen. Da der Ochsenturm an einem Rheinknie steht, von dem aus man stromauf und stromab den gesamten Schiffsverkehr beobachten konnte, wurde, auch wegen der dortigen Untiefen, 1850 im Turm ein Wahrschauer installiert, dessen verbesserte Funktionsweisen fast bis in die Gegenwart hinein die Wachstube des Ochsenturmes für die Schifffahrt wahrnahm. Zu Anfang war der Turm eine Wahrschau am Mittelrhein, von dem aus mit Flaggensignalen der Schiffsverkehr geregelt wurde. Seit 1972 regelte man den Schiffsverkehr an der Signalstelle A Am Ochsenturm bei km 550,57 mit Lichtsignalanlagen.
Heute regelt eine gegenüber dem Ochsenturn erbaute Anlage, ausgestattet mit modernster Elektronik, den reibungslosen Schiffsverkehr.
Verkaufsabsicht der Stadt
1865 wäre die Stadt Oberwesel bereit gewesen, dem häufig in Oberwesel weilenden Münchener Baurat und Architekten Ludwig Lange (1808–1868) den Turm gegen eine Kaufsumme von 400 Talern zu überlassen. Das Geschäft galt als sicher, sodass Baurat Lange schon Risszeichnungen für Umbaumaßnahmen fertigte. Der Verkauf des Turms kam jedoch nicht zustande, da ein Einverständnis der preußischen Regierung ausblieb, man gab vor, eigene Interessen an ihm zu haben.

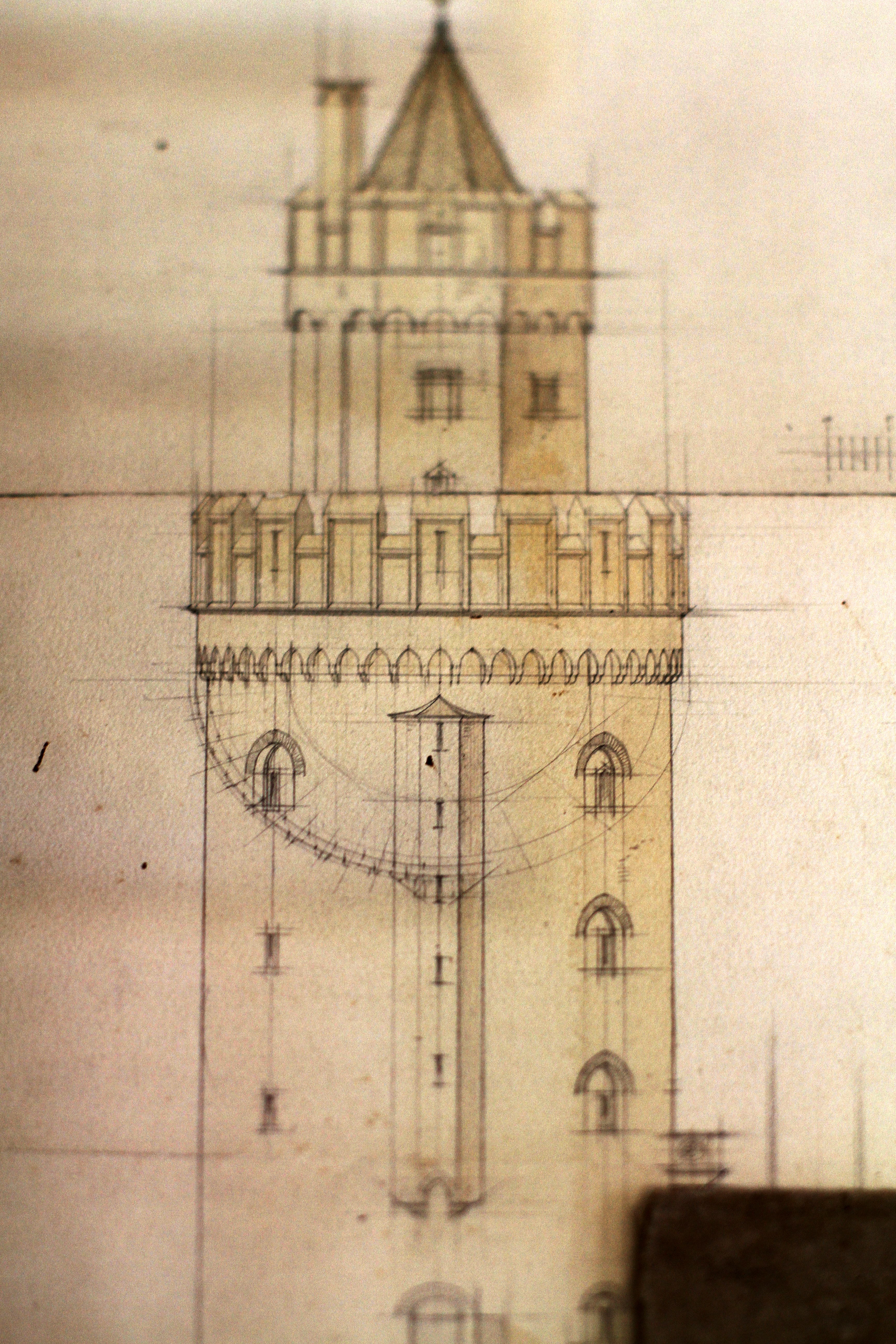
Vergilbter Bauplan des Baurat Lange von 1864
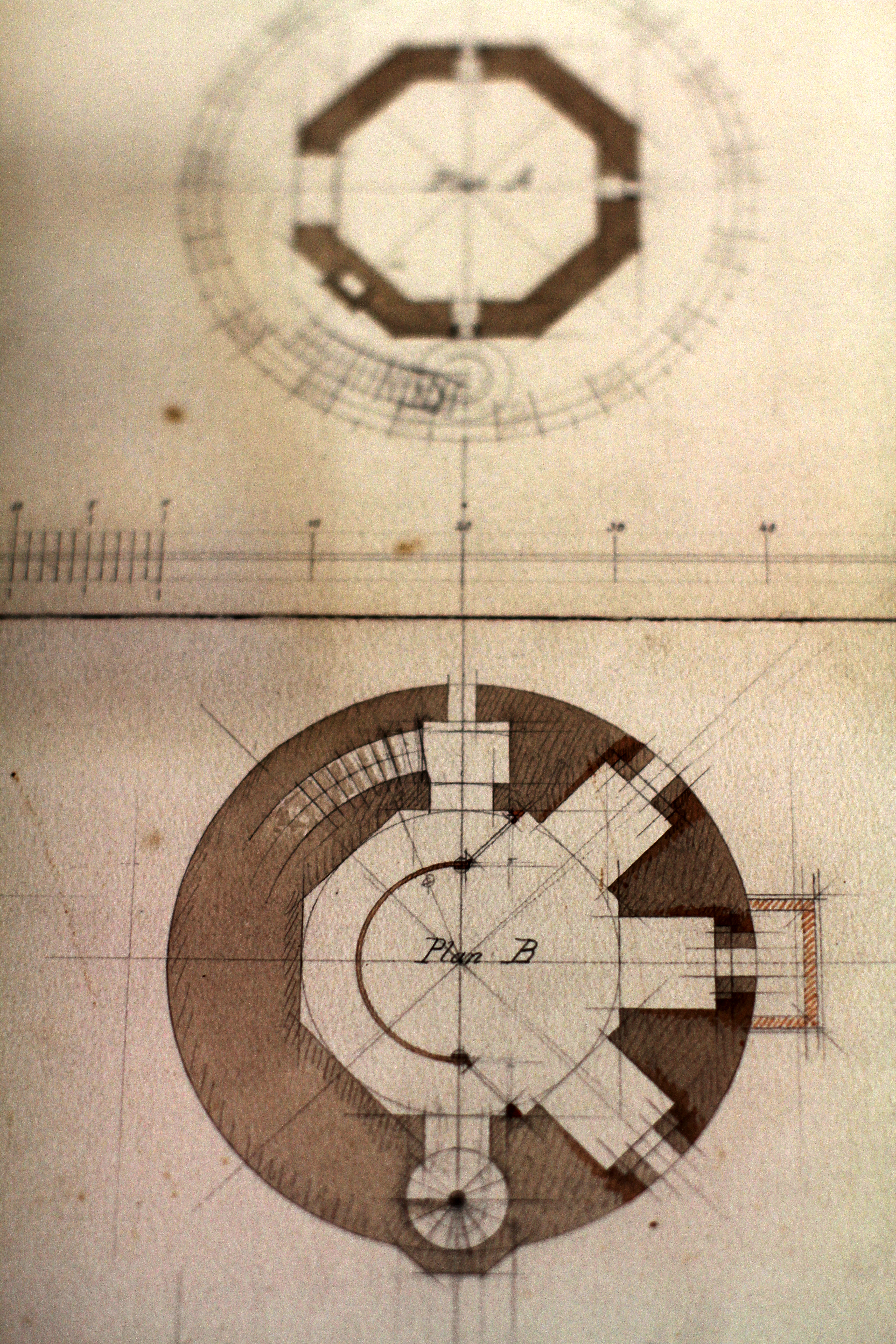
Bauplan Lange, Detail
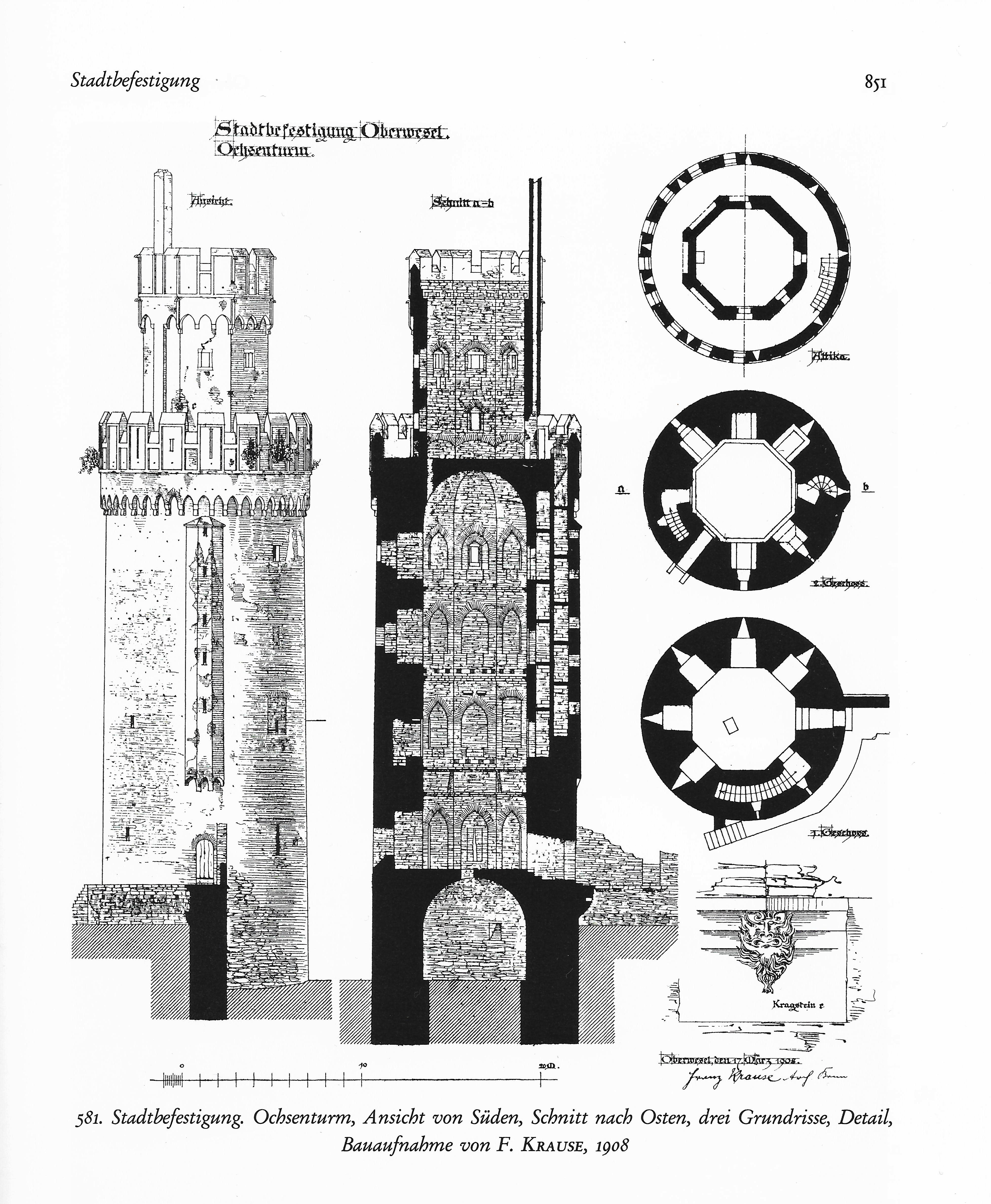
Bauaufnahme Krause von 1908

### Der Turm im 20. und 21. Jahrhundert
Bereits am Ende des 19. Jahrhunderts hatten Untersuchungen der alten Befestigungsanlagen stattgefunden, die an Stadtmauer und ihren Türmen einen erheblichen Sanierungsbedarf erkannten. Wahrscheinlich unter Edmund Renard, der in den Anfangsjahren des 20. Jahrhunderts Mitglied in der Rheinischen Kommission für Denkmäler-Statistik in Düsseldorf wurde und später zum Direktor des Denkmalarchivs der Rheinprovinz berufen worden war, wurden durch den Architekten Franz Krause mehrere Bauaufnahmen erarbeitet. Krause, der im Auftrag des Provinzialkonservators der Rheinprovinz tätig geworden war, führte Bauaufnahmen der gesamten Stadtbefestigung durch und erstellte auch einen Kostenvoranschlag. Der Ausbruch des Ersten Weltkriegs machte den Planungen ein Ende. 1937 wurde der Umgang des Wehrgangs bis auf einen Rest abgebrochen.
Oberwesel blieb während des Zweiten Weltkrieges von größeren Zerstörungen verschont. Die Bewohner des hinter dem Ochsenturm befindlichen „Bormgässer Viertels“ hatten vorsichtshalber eine ebenerdige Tür in den Turm gebrochen, um bei gemeldeten Fliegerangriffen im massiven Turm Schutz zu suchen.
Private Nutzung
1980 wurde der Turm verpachtet und im Anschluss 1981/82 für eine Wohnnutzung hergerichtet.

### Denkmalzone
Die mittelalterliche Stadtmauer mit ihren Toren und Türmen steht seit 1992 unter Denkmalschutz.

## Historische Darstellungen des Turms (Auswahl)

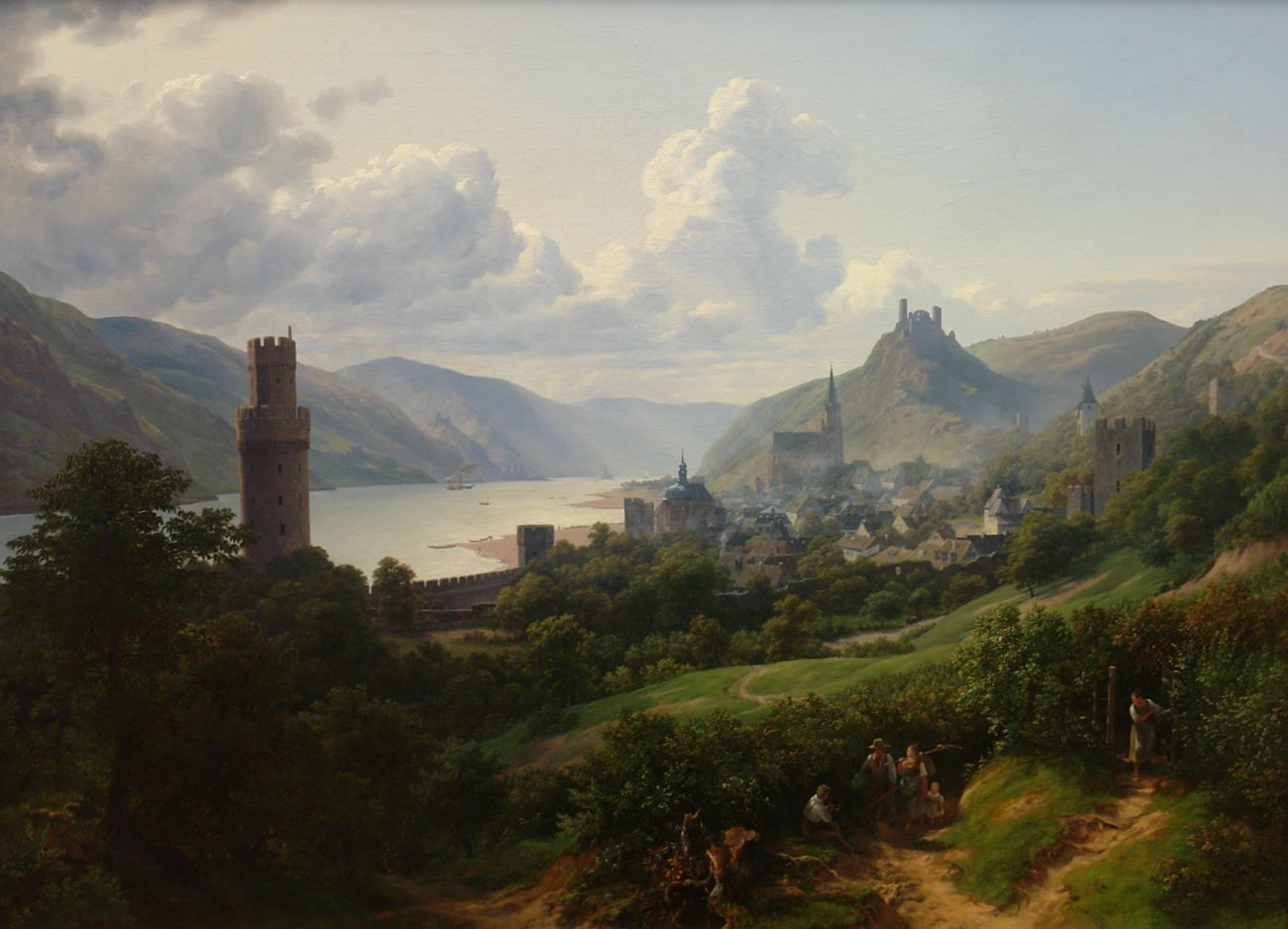
Der Ochsenturm, Wahrzeichen der Stadt, mit den am besten erhaltenen Befestigungsanlagen am Rhein

- 1490, die früheste Darstellung des Turms ist als Detail einer Wandmalerei in der örtlichen Liebfrauenkirche erhalten. Es ist ein Fresko eines unbekannten Künstlers auf einem Pfeiler des Mittelschiffs
- 1581, Stadtpanorama des Kupferstechers Frans Hogenberg
- 1646, Stadtansicht von Matthäus Merian in seiner Topographia Germaniae
- 17. Jh., Petrus Schenk „Ficelia; deorsum é Palatinatu proficiscentibus/Oberwesel; na benedem trekkende uit de Paltz“[6]
- 18. Jh., Christian Georg Schütz d. Ä., Ansicht der Stadt von Norden
- 1826, Wenzel Hollar, Stadtansicht von Norden
- 1832, Illustration in William Tomblesons Views of the Rhine (Band 1, Erstausgabe 1832)
- 1838 (?), Johann Heinrich Schilbach, „Am Rhein bei Oberwesel“ (heute im neuen Mittelrhein-Museum in Koblenz)
- 1841, Gemälde des dänischen Landschaftsmalers Frederik Hansen Sødring (auch Frederik Sødring) zeigt das Oberwesel von 1841 (heute im Mittelrhein-Museum)
- 1842, Der Rhein und die Rheinlande, dargestellt in malerischen Original-Ansichten von Ludwig Lange. Von Mainz bis Köln: von einem historisch-topographischen Text begleitet / [von H. Müller Malten]. In Stahl gestochen von Johann Poppel. Darmstadt : Lange, 1847/Koblenz: Landesbibliothekszentrum Rheinland-Pfalz, 2009
- 1864, Baupläne zum Ausbau des Ochsenturms von Prof. Ludwig Lange, München 1864 (Museum Oberwesel). Ein Stahlstich (Nach einer Zeichnung Langes, von Johann Poppel).
- 19. Jh., Ludwig Halauska, Ochsenturm Oberwesel
- 1908, Bauzeichnungen des Franz Krause vom März 1908 (Archiv Koblenz)
- vor 1920, Oberweseler Stadtansicht, ein Gemälde des russischen Malers Nikolai von Astudin
- 1922, Edmund Renard (Hrsg.): "Die Rheinlande in Farbphotographie". Verlagsanstalt für Farbenphotographie Carl Weller, Berlin und Köln 1922
- Diverse Ansichtskarten des frühen 20. Jahrhunderts